# Quasimodo (fête)
Pour les articles homonymes, voir Quasimodo.
La Quasimodo, aussi appelée deuxième dimanche de Pâques, dimanche in albis, dimanche de Saint-Thomas ou Pâques close, est une fête ayant lieu le premier dimanche après Pâques, dans le calendrier chrétien. Dans l'Église catholique romaine, depuis la canonisation de Faustine Kowalska en 2000 par le pape Jean-Paul II, ce dimanche est devenu la fête de la divine Miséricorde.

## Différentes dénominations

### Quasimodo

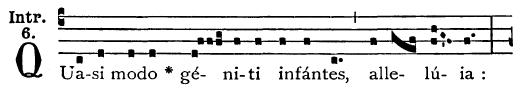
Extrait du Liber usualis contenant les premières notes et premiers mots de l'introït en chant grégorien de la Quasimodo, qui lui donnent son nom.

Le mot Quasimodo est formé à partir des premiers mots latins (incipit) de l'introït (antienne chantée au début de la messe) de ce jour, « Quasi modo geniti infantes, alleluia: rationabile sine dolo lac concupiscite, ... » (« Comme des enfants nouveau-nés, alléluia : désirez ardemment le pur lait spirituel, ... »), tirés de la Première épître de Pierre (2,2).
Une étymologie populaire attribue ce nom au fait qu'il désigne la fête la plus rapprochée de Pâques, qui est donc pour ainsi dire (quasi modo) une deuxième Pâques.
Le mot est de genre féminin en français, mais devrait être de genre masculin selon le linguiste Kristoffer Nyrop.

### Dimanche de saint Thomas
Ce jour est aussi appelé dimanche de saint Thomas car c'est le jour où on lit à la messe le récit de l'apôtre Thomas refusant de croire à la résurrection de Jésus, tiré de l'Évangile selon Jean, puis le reconnaissant, "mon Seigneur et mon Dieu 

### Dimanchein albis

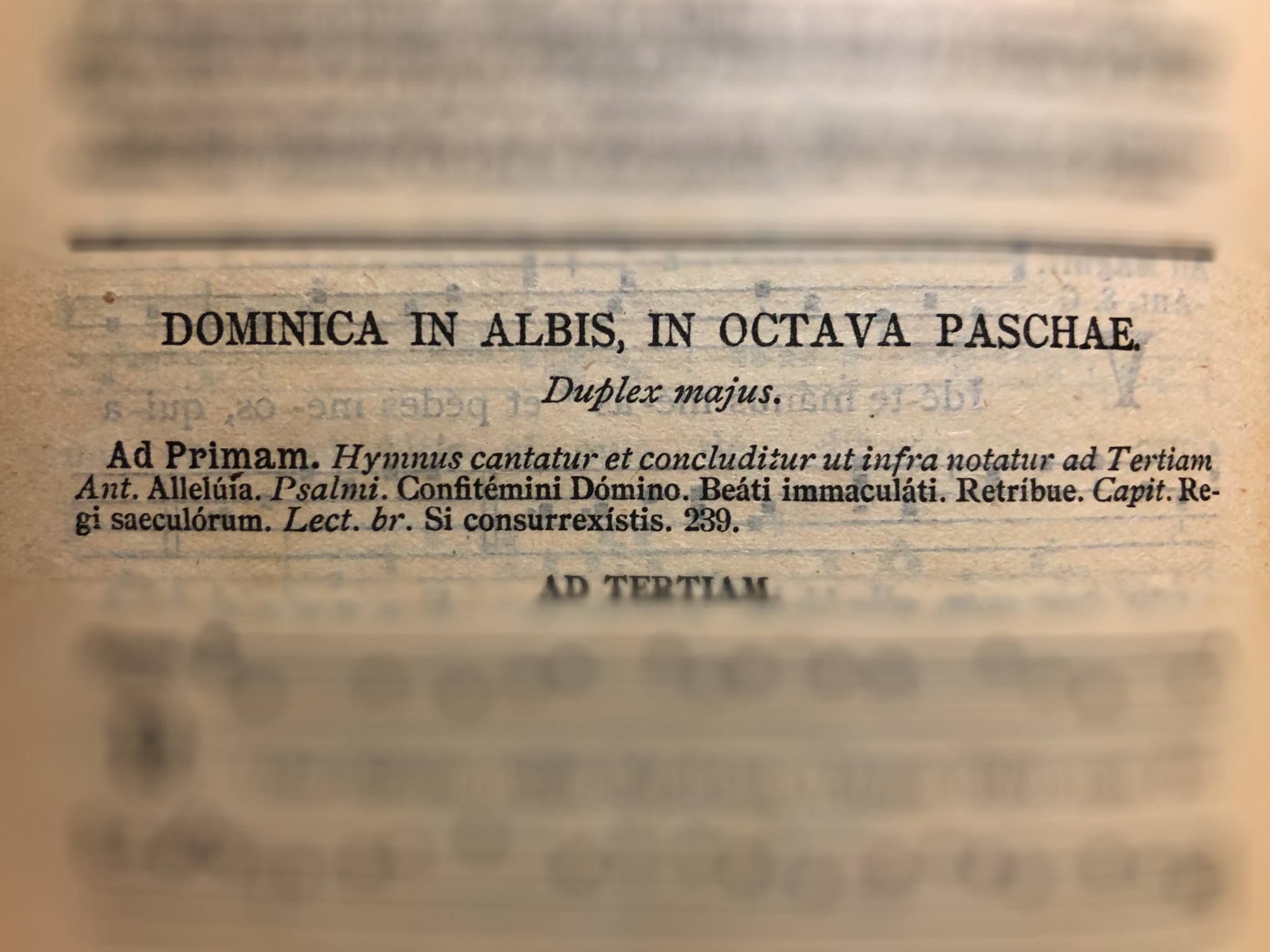
Dominica in albis, dans le Liber usualis.

Ce jour est encore appelé dimanche in albis (sous entendu : depositis, « dimanche aux aubes déposées »), car, ce jour-là, les néophytes (adultes baptisés durant la vigile pascale, huit jours plus tôt), entrent à la messe vêtus de leurs habits ordinaires, ayant quitté, la veille (samedi in albis deponendis : « samedi aux aubes à déposer »), le vêtement blanc qu'ils portaient depuis leur baptême.

### Pâques close
La fête est parfois nommée « Pâques close » puisque c'est ce jour là que s'achève l'octave de Pâques. L'expression octave de Pâques désigne en général la période de huit jours qui va du dimanche de Pâques au dimanche suivant inclus. Elle est parfois employée pour indiquer le dernier jour de cette période[réf. nécessaire].

## Inspirations

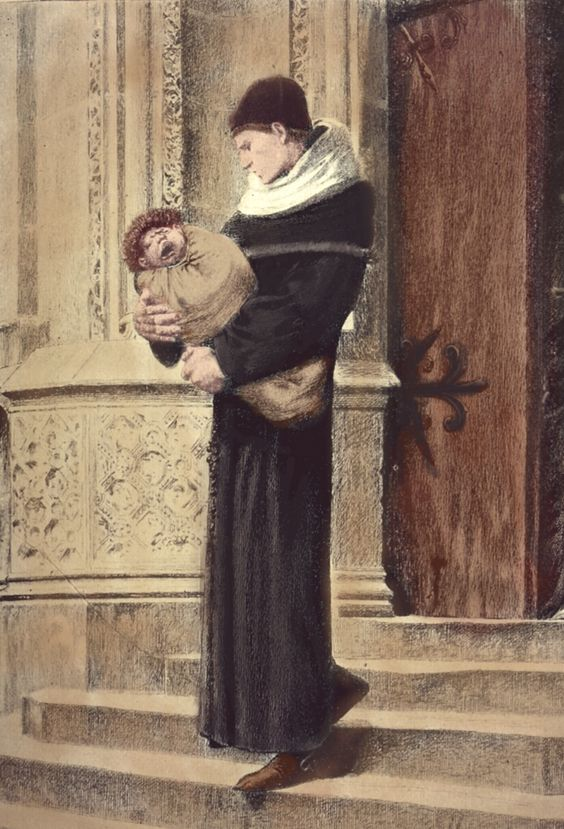
Frollo trouvant Quasimodo sur le parvis de Notre-Dame de Paris le jour éponyme (Merson, 1889, de Notre-Dame de Paris de Hugo).

La fête donne son nom au personnage de Quasimodo dans Notre-Dame de Paris, le roman de Victor Hugo. C'est en effet un dimanche de Quasimodo que le prêtre Claude Frollo le recueille sur le parvis de la cathédrale. Hugo joue sur ce que suggère ce nom : bossu et borgne, le personnage n'est en quelque sorte qu'un quasi-homme :

« Il baptisa son enfant adoptif, et le nomma Quasimodo, soit qu'il voulût marquer par là le jour où il l'avait trouvé, soit qu'il voulût caractériser par ce nom à quel point la pauvre petite créature était incomplète et à peine ébauchée. En effet, Quasimodo, borgne, bossu, cagneux, n'était guère qu'un à peu près. »

On dit aussi « renvoyer à la Quasimodo » pour renvoyer à un terme très éloigné,,.

### Articles liés
- Dimanche de la divine Miséricorde
- Dimanche de Thomas (dans les Églises d'Orient)